# NSD
NSD (англ. Name Server Daemon) — DNS-сервер з відкритим кодом, розроблений компанією NL Net Labs у співпраці з RIPE NCC. Початковий код NSD поширюється під ліцензією BSD.
NSD підтримує роботу тільки в авторитативному режимі (обробка DNS-зон) і максимально оптимізований для вирішення цієї задачі. NSD розроблявся з нуля як лише відповідальний сервер (тобто, він не реалізує рекурсивні запити і кешування).  Однією з цілей розробки було підвищення різноманітності DNS-серверів і, отже, підвищення стійкості системи доменних імен до помилок у програмному забезпеченні і атакам на вразливості.
NSD використовує файли описів зон (англ) у стилі BIND і може використовувати файли BIND без змін.  Вся інформація компілюється за допомогою zonec в двійковий формат (nsd.db) для прискорення завантаження.  Також в процесі компіляції можуть бути виявлені помилки синтаксису, що дозволяє виправити їх ще до того, як вони стануть доступні сервера.
На рівні підтримки протоколів NSD повністю сумісний з іншими авторитативними і рекурсивними серверами DNS, а також може використовуватися для DNSSEC (з підтримкою NSEC3).  На рівні файлів зон NSD сумісний з BIND і може працювати файлами зон BIND, без необхідності внесення до них змін.  Сирцеві файли зон компілюються в бінарне індексоване представлення, яке забезпечує мінімальний час запуску, оптимальну продуктивність і гарантію відсутності помилок (всі проблеми виявляються на стадії компіляції).
Процеси NSD працюють від імені непривілейованого користувача, що дозволяє легко помістити його в ізольоване оточення (таке, як chroot).  Таким чином, навіть якщо в ньому виявиться вразливість, її використання не дозволить скомпрометувати всю систему.
Стабільність і надійність NSD підтверджена його використанням на кількох кореневих серверах DNS і серверах, що обслуговують домени першого рівня. Станом на 2011 рік NSD використовували такі кореневими серверами:
- k.root-servers.net[2];
- h.root-servers.net[3];
- l.root-servers.net[4].

## Виноски
1. ↑  https://openhub.net/p/nsd
2. ↑  k.root-servers.net Changing DNS Software at on 19.2.2003. Архів оригіналу за 15.05.2011. Процитовано 01.11.2013. [Архівовано 2011-05-15 у Wayback Machine.]
3. ↑  Stichting NLnet; Annual Report 2003" mentioning NSD on h.root-servers.net. Архів оригіналу за 18 липня 2011. Процитовано 1 листопада 2013.
4. ↑  http://dns.icann.org/lroot/. Архів оригіналу за 15 березня 2011. Процитовано 1 листопада 2013. {{cite web}}: Зовнішнє посилання в |title= (довідка)